# Jordanita hispanica
Jordanita hispanica là một loài bướm đêm thuộc họ Zygaenidae. Nó được tìm thấy ở Tây Ban Nha, Bồ Đào Nha và miền nam Pháp.
Chiều dài cánh trước là 9,1-14,2 mm đối với con đực và 6,4–9 mm đối với con cái. Con trưởng thành bay during the day and feed on mật nhiều loài hoa khác nhau, gồm Knautia, Scabiosa và Centaurea.
Ấu trùng ăn Centaurea paniculata ở phía nam Pháp. Chúng có đầu đen và thân xanh lá cây sáng.

## Phụ loài
- Jordanita hispanica hispanica
- Jordanita hispanica danieli (Alberti, 1937) (Pyrenees)